# Article 97 de la Constitution belge
L'article 97 de la Constitution belge fait partie du titre III Des pouvoirs. Il interdit aux étrangers d'être ministre fédéral.
Il date du 7 février 1831 et était à l'origine — sous l'ancienne numérotation — l'article 86. Il a été révisé lors de la troisième réforme de l'État.

## Texte
« Seuls les Belges peuvent être ministres. »

## Révision
À l'origine, cet article se lisait comme suit : 

« Nul ne peut être ministre s'il n'est Belge de naissance ou s'il n'a reçu la grande naturalisation. »

.